# Ergani

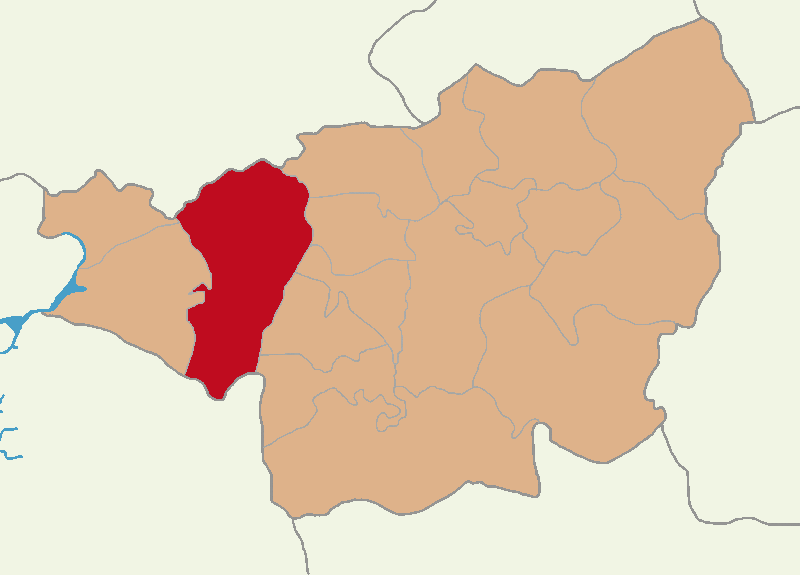
Lage von Ergani innerhalb von Diyarbakır

Ergani (zazaisch Erğeni, kurdisch Erxenî) ist eine Stadt im gleichnamigen Landkreis der türkischen Provinz Diyarbakır und gleichzeitig ein Stadtbezirk der 1993 geschaffenen Büyükşehir belediyesi Diyarbakır (Großstadtgemeinde/Metropolprovinz). Ergani liegt im Westen der Provinz und grenzt an die Provinzen Şanlıurfa und Elazığ. Nach einer Gebietsreform ist der Landkreis einwohner- und flächenmäßig identisch mit der Kreisstadt. Der İlçe wurde bereits 1926 gebildet und ist der viertbevölkerungsreichste der Provinz. Laut Stadtlogo wurde Ergani bereits 1923 zur Belediye (Gemeinde) erhoben.
Der Landkreis ist mit einer Fläche von 1510 km² der drittgrößte der Provinz. Ende 2020 lag Ergani mit 134.497 Einwohnern auf dem 4. Platz der bevölkerungsreichsten Landkreise in der Provinz Diyarbakır. Die Bevölkerungsdichte liegt mit 89 Einwohnern je Quadratkilometer unter dem Provinzdurchschnitt (118 Einwohner je km²). 
Vermutlich ist Ergani mit dem assyrischen Arqania identisch, das in einer Inschrift Assur-nasir-pals erwähnt wird.
Etwa sieben Kilometer westlich der Stadt liegen die steinzeitliche Fundstätte Çayönü und nahe dabei die Hilar-Höhlen, eine antike Felsnekropole.

## Persönlichkeiten
- Mehmet Şükrü Sekban (1881–1960), Arzt und Politiker
- Aziz Yıldırım (* 1952), Vereinspräsident des türkischen Sportvereins Fenerbahçe Istanbul
- Emrah (* 1971), Sänger und Schauspieler
- Şehmus Özer (1980–2016), Fußballspieler
- Nezir Özer (* 1983), Fußballspieler
- Zülküf Özer (* 1988), Fußballspieler
- Mehmet Yeşil (* 1998), Fußballspieler